# Rafael María Baralt

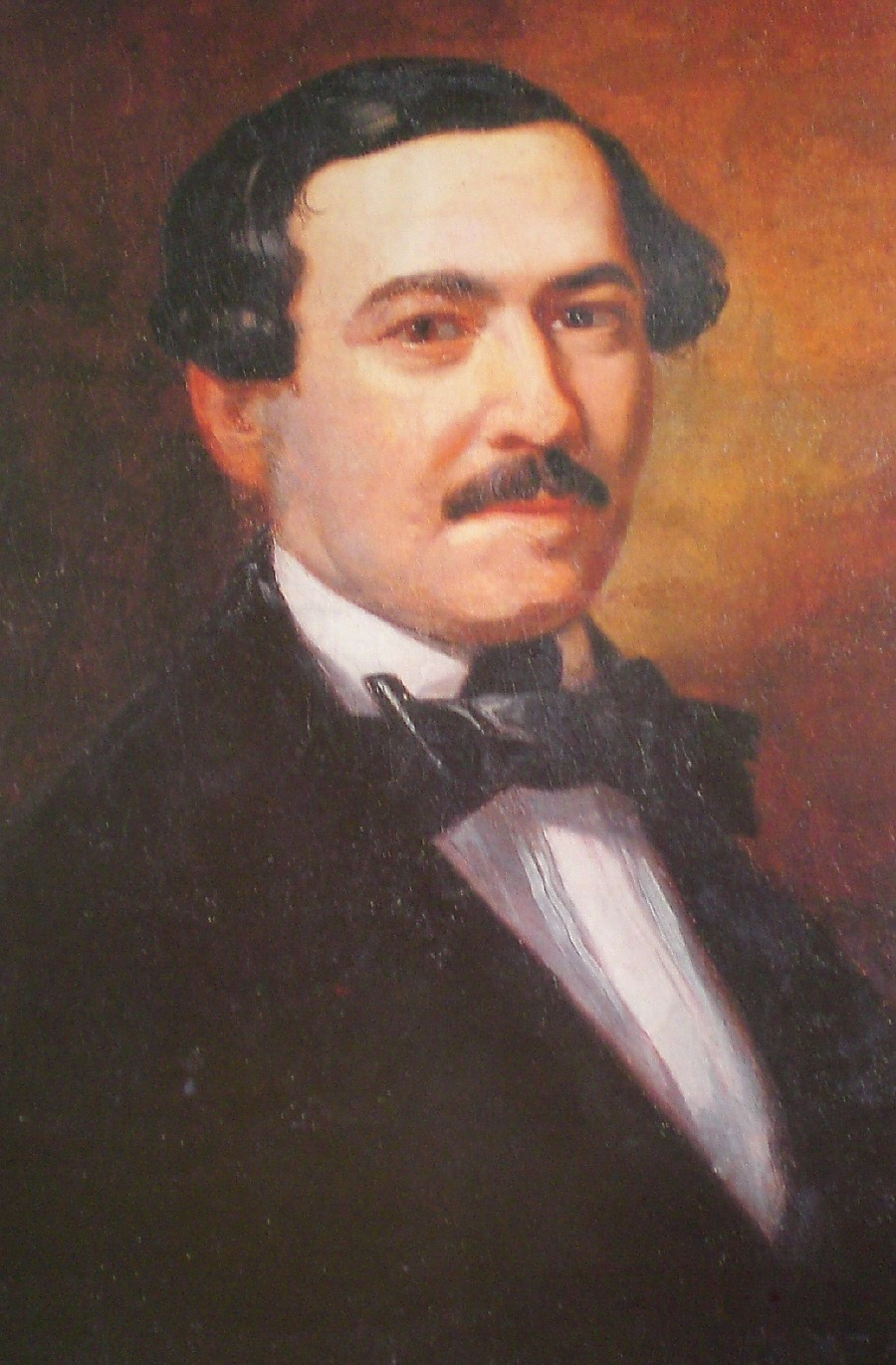
Rafael María Baralt

Rafael María Baralt, född 3 juli 1810 i Maracaibo, Venezuela, död 4 januari 1860 i Madrid, var en venezuelansk skriftställare, publicist och filolog. 
Baralt var direktör för "La Gaceta de Madrid" (1854–56) och ledamot av Real Academia Española. Av hans skrifter kan nämnas Resumén de la historia antigua y moderna de Venezuela, Diccionario de galicismos och en samling Poesias.